# Ministère de la Planification et de la Coopération internationale (Tunisie)
Pour les articles homonymes, voir Ministère de la Planification et de la Coopération internationale.
Le ministère de la Planification et de la Coopération internationale est un ministère tunisien.
Dans le gouvernement Hamadi Jebali formé en décembre 2011, la planification passe sous la responsabilité du ministère du Développement régional et de la Planification et la coopération internationale sous celle du ministère de l'Investissement et de la Coopération internationale.

## Liste des ministres
- 1999-2002 : Fethi Merdassi
- 2002-2011 : Mohamed Nouri Jouini
- 2011 : Abdelhamid Triki